# Cipriano (Vorname)
Cipriano ist die italienische, portugiesische und spanische Form des männlichen Vornamens Cyprian.

## Namensträger
- Cipriano Castro (1859–1924), von 1899 bis 1908 Präsident Venezuelas
- Cipriano Gonçalves (1912–1943), Liurai von Atsabe/Portugiesisch-Timor, siehe Siprianu
- Cipriano Dourado (1921–1981), portugiesischer Maler des Neorealismus
- Cipriano Francisco Gaedechens (1818–1901), hamburgischer Offizier, Politiker und Lokalhistoriker
- Cipriano Calderón Polo (1927–2009), spanischer Kurienbischof der römisch-katholischen Kirche
- Cipriano P. Primicias senior (1901–1965), philippinischer Politiker
- Cipriano de Rore (1515 oder 1516–1565), franko-flämischer Komponist, Sänger und Kapellmeister der Renaissance
- Cipriano de Valera (1532–1602), spanischer Humanist und calvinistischer Protestant
- Cipriano Vagaggini (1909–1999), italienischer Benediktiner